# 福岡中央病院
福岡中央病院（ふくおかちゅうおうびょういん）は、福岡県福岡市中央区に位置する病院である。
2019年4月1日、日本郵政から医療法人社団高邦会（国際医療福祉大学グループ）に譲渡され、福岡逓信病院から福岡中央病院に改称した。

## 沿革
- 1926年（大正15年）5月1日 - 福岡市新開2番地に熊本逓信診療所福岡支所を新築落成。
- 1947年（昭和22年）7月1日 - 福岡逓信病院と改称。
- 1951年（昭和26年）9月30日 - 福岡市薬院古浜町18番地(現在地)に移転。
- 1955年（昭和30年）10月26日 - 雁林町旧庁舎より薬院へ全科が移転。
- 2001年（平成13年）1月6日 - 郵政省が郵政事業庁に再編される。
- 2003年（平成15年）
  - 4月1日 - 日本郵政公社が発足。
  - 7月 - 旧・福岡中央病院（沼田病院、福岡市中央区大名1-2-45）を継承[2]。
- 2007年（平成19年）10月1日 - 郵政民営化にともない、日本郵政公社から日本郵政株式会社の企業立病院となる。
- 2019年（平成31年）4月1日 - 日本郵政から医療法人社団高邦会（国際医療福祉大学）に譲渡。

## 診療科目
- 糖尿病・内分泌内科
- 消化器内科
- 呼吸器内科
- リウマチ科
- 感染症内科
- 循環器内科
- 脳神経内科
- 心療内科
- 外科
- 整形外科
- 婦人科
- 小児科
- 眼科
- 皮膚科
- 麻酔科
- 放射線科
- 耳鼻咽喉科

## 交通アクセス
- 西鉄バス南薬院バス停から徒歩1分
- 西鉄バス警固町バス停（国体道路）から徒歩8分
- 福岡市地下鉄空港線赤坂駅から徒歩12分
- 福岡市地下鉄七隈線薬院大通駅から徒歩3分
- 西鉄天神大牟田線薬院駅から徒歩10分